# Patrick Dorgan
Patrick Thor Dorgan (Copenaghen, 1987) è un cantante danese.

## Biografia
Patrick Dorgan è salito alla ribalta nel 2014 con il suo singolo di debutto On the Way Down che ha raggiunto l'11ª posizione nella Track Top-40. Il brano ha anticipato l'album di debutto Painkillers, uscito nel gennaio 2016, che si è fermato al 29º posto nella classifica nazionale. Il successo del disco gli ha fruttato una candidatura agli annuali premi P3, ai Gaffa-Prisen e agli Zulu Award per la rivelazione dell'anno.
Patrick Dorgan è stato selezionato dall'emittente pubblica DR per partecipare al Dansk Melodi Grand Prix 2022, il programma di selezione del rappresentante della Danimarca all'Eurovision Song Contest, con l'inedito Vinden suser ind.

## Discografia

### Album in studio
- 2016 – Painkillers

### EP
- 2018 – 03:17
- 2018 – Coming Home

### Singoli
- 2014 – On the Way Down
- 2015 – Marilyn
- 2018 – Safe Here
- 2018 – Can't Let It Go (con Stine Bramsen)
- 2020 – I'm the One
- 2020 – She Cares
- 2020 – Christmas Eve
- 2021 – Old School
- 2022 – Vinden suser ind

#### Come artista ospite
- 2017 – Going Home (Hedegaard feat. Nabiha & Patrick Dorgan)